# Stappitzer See und Umgebung
Stappitzer See und Umgebung este o arie protejată (arie de protecție specială avifaunistică — SPA) din Austria întinsă pe o suprafață de 11,7 ha, integral pe uscat.

## Localizare
Centrul sitului Stappitzer See und Umgebung este situat la coordonatele 47°01′05″N 13°11′42″E / 47.0181°N 13.195°E.

## Înființare
Situl Stappitzer See und Umgebung a fost declarat arie de protecție specială avifaunistică în mai 1995 pentru a proteja 13 specii de animale.

## Biodiversitate
Situată în ecoregiunea alpină, aria protejată conține 5 habitate naturale: Ape puternic oligomezotrofe cu vegetație bentonică cu Chara spp., Liziere de ierburi înalte hidrofile de câmpie și de nivel montan până la alpin, Mlaștini împădurite, Păduri aluvionare cu Alnus glutinosa și Fraxinus excelsior (Alno-Padion, Alnion incanae, Salicion albae), Păduri acidofile de Picea de la nivel montan la nivel alpin (Vaccinio-Piceetea).
La baza desemnării sitului se află mai multe specii protejate:
- păsări (11): minunița (Aegolius funereus), cocoșul de mesteacăn (Bonasa bonasia), buha (Bubo bubo), ciocănitoare neagră (Dryocopus martius), egretă albă (Egretta alba), cufundar polar (Gavia arctica), ciuvică (Glaucidium passerinum), sfrâncioc roșiatic (Lanius collurio), gușă albastră (Luscinia svecica), ciocănitoare de munte (Picoides tridactylus), ciocănitoare verzuie (Picus canus)
- amfibieni (1): izvoraș-cu-burta-galbenă (Bombina variegata)
- pești (1): zglăvoacă (Cottus gobio)

Pe lângă speciile protejate, pe teritoriul sitului au mai fost identificate 1 specie de plante, 3 specii de păsări.